# Universidade Dankook
A Universidade  Dankook (hangul=단국대학교; hanja=	檀國大學校; rr=Dan'guk Daehakgyo) é uma universidade de pesquisa privada localizada em Yongin e Cheonan, Coreia do Sul. A mesma foi a primeira universidade privada estabelecida após a Coreia conquistar independência, com o fim da ocupação japonesa da Coreia em 1947. Sua localização original foi no distrito de Jongno e posteriormente no distrito de Yongsan em Seul. 
Em 2010, a Universidade Dankook classificou-se em 148 na QS Asian Universities Ranking. Ela possui características de realização de simpósios internacionais em suas instalações e de publicações de periódicos acadêmicos, além disso, administra 22 órgãos de pesquisa e contém mais de vinte organizações educacionais afiliadas, como o Museu Seokjuseon e o Centro de Informação e Comunicação. 

## História

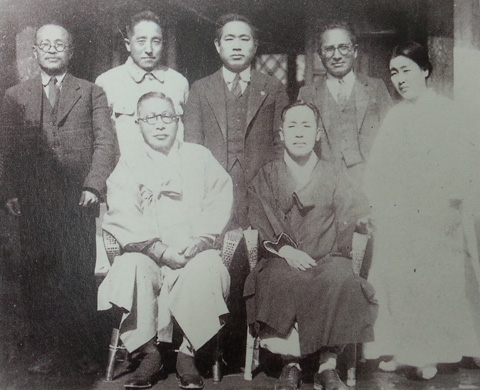
Fundadores e administradores da Universidade Dankook em 1948.

A fundação da Universidade Dankook foi aprovada em 1 de novembro de 1947, sua abertura ocorreu em Nakwon-dong, Jongno-gu, Seul, em 3 de novembro e  reunindo 960 alunos, em dois departamentos na Faculdade de Direito e três departamentos da Faculdade de Artes Liberais. Mais tarde em 1967, foi aberto o museu que leva o nome da folclorista Seok Ju-seon, a mesma doou mais de três mil itens de sua coleção de trajes tradicionais coreanos, a fim de manter sua preservação.

## Cursos
A universidade possui no total vinte faculdades de graduação e dez de pós-graduação divididas entre seus dois campus: Jukjeon e Cheonan.

### Campus Jukjeon
- Faculdade de Artes Liberais
- Faculdade de Arte e Design
- Faculdade de Direito
- Faculdade de Ciência Natural
- Faculdade de Ciência Social
- Faculdade de Administração e Negócios
- Faculdade de Engenharia e Arquitetura
- Faculdade de Educação
- Faculdade de Música

### Campus Cheonan
- Faculdade de Ciência Cultural
- Faculdade de Ciência Social
- Faculdade de Administração e Negócios
- Faculdade de Alta Tecnologia
- Faculdade de Engenharia
- Faculdade de Ciência de Biorecursos
- Faculdade de Artes
- Faculdade de Educação Física
- Faculdade de Medicina
- Faculdade de Odontologia

## Alunos notáveis
- Bada (S.E.S.)
- Choi Yoon-young
- Choo Ja-hyun
- Danny Ahn (g.o.d)
- Jay Park
- Ji Chang-wook
- Kim Jong-kook
- Park Bo-young
- Rain
- Shin Eun-kyung
- Woo Do-hwan
- Ok Taec-yeon (2PM)
- T.O.P  (BIGBANG)